# فلاديمير سيرون

فلاديمير سيرون ( مواليد 16 ديسمبر 1970) هو سياسي بيروفي والأمين العام لحزب بيرو الحرة.